# Ardisia complanata
Ardisia complanata Wall. – gatunek roślin z rodziny pierwiosnkowatych (Primulaceae). Występuje naturalnie we wschodnich Indiach (Asam, Andamany), na Sri Lance, w Bangladeszu, Mjanmie, Tajlandii, Laosie, Kambodży, Wietnamie, Malezji, Indonezji (w Kalimantanie, na Sumatrze, Jawie i Celebes) oraz na Wyspie Bożego Narodzenia. 

## Morfologia
PokrójZimozielony krzew dorastający do 4 m wysokości.
LiścieBlaszka liściowa ma eliptyczny kształt. Mierzy 6–22 cm długości, jest niemal całobrzega, ma klinową nasadę i ostry wierzchołek. Ogonek liściowy jest nagi i ma 6–10 mm długości.
KwiatyZebrane w wiechach wyrastających z kątów pędów. Mają działki kielicha o owalnie podługowatym kształcie i dorastające do 1 mm długości. Płatki są owalne i mają różową barwę.
OwocPestkowce mierzące 4-5 mm średnicy, o kulistym kształcie.